# رئيس وزراء لاوس
رئيس وزراء لاوس هو رئيس حكومة جمهورية لاو الديمقراطية الشعبية، ويمثل أعلى سلطة تنفيذية في البلاد. يخضع رئيس الوزراء لمسؤولية أمام الرئيس، والجمعية الوطنية، والحزب السياسي الوحيد في البلاد، وهو حزب لاو الثوري الشعبي (LPRP). يشغل سونيكساي سيفاندون حاليًا هذا المنصب، حيث تم انتخابه في عام 2022.
تأسس منصب رئيس الوزراء لأول مرة في مملكة لوانغ فرابانغ، حيث أنشأ دستور مملكة لاوس لعام 1947 هذا المنصب رسميًا. ومع إلغاء النظام الملكي في 2 ديسمبر 1975، تم تأسيس جمهورية لاو الديمقراطية الشعبية خلال المؤتمر الوطني لممثلي الشعب. في نفس اليوم، أُنشئ منصب رئيس الوزراء وشُكلت الحكومة الأولى. وفي عام 1982، أقر مجلس الشعب الأعلى قانون مجلس الحكومة، الذي ينظم عمليات صنع القرار الحكومي. كما أُقر الدستور في 14 أغسطس 1991، مما جعل رئيس الوزراء تابعًا مباشرة لرئيس الجمهورية.
على الرغم من أن الدستور وقانون الحكومة لا يحددان مؤهلات محددة لرئاسة الوزراء سوى بلوغ الحد الأدنى للعمر وهو 20 عامًا، إلا أن القوانين تفرض ضمنيًا أن يكون رئيس الوزراء عضوًا في حزب لاو الثوري الشعبي. ومنذ استيلاء الشيوعيين على السلطة في 2 ديسمبر 1975، كان جميع رؤساء الوزراء أعضاء في اللجنة المركزية للحزب والمكتب السياسي له. ومن بين سبعة رؤساء وزراء منذ عام 1975، تولى اثنان منهم منصب الأمين العام للحزب إلى جانب رئاسة الوزراء. غير أنه منذ عام 1998، أصبح الأمين العام يتولى عادة منصب رئيس الجمهورية بدلاً من رئاسة الوزراء.
يتم ترشيح رئيس الوزراء من قبل الرئيس ويُنتخب من قِبل الجمعية الوطنية لمدة خمس سنوات. يحتاج المرشح للحصول على الأغلبية ليتم انتخابه، ولا يُسمح له بشغل المنصب لأكثر من فترتين. يتحمل رئيس الوزراء مسؤولية الإشراف على أجهزة الحكومة وتنظيمها، وله الحق في اقتراح تعيين ونقل أو إقالة المسؤولين على مستوى الوزراء ومحافظي المحافظات إلى الجمعية الوطنية. كما يتمتع بصلاحيات الرقابة والإشراف على الهيئات الحكومية المركزية والإقليمية والمحلية.

## تاريخ

#### خلفية
كان أول رئيس حكومة لاوس هو فيتسارات راتانافونجسا، الذي تم تعيينه رئيسًا لوزراء مملكة لوانغ فرابانغ في 15 أغسطس 1941. تم تأسيس مملكة لاوس بموجب اتفاقية فرنسية لاوسية – أول دولة لاوسية موحدة وحديثة – في 27 أغسطس 1946. تم تشكيل جمعية تأسيسية لإقرار دستور جديد. تم إقرار دستور مملكة لاوس في 28 أبريل 1947 من قبل الجمعية التأسيسية، وتم إصداره بموجب مرسوم ملكي في 11 مايو 1947. وبموجب الدستور الجديد، تم تعريف لاوس بأنها "مملكة موحدة وغير قابلة للتجزئة وديمقراطية"؛ وكان الأمير سوفانارات أول رئيس وزراء لمملكة لاوس. خدم سبعة رؤساء وزراء مملكة لاوس في الفترة من 15 مارس 1947 وحتى حلها في 2 ديسمبر 1975.

#### الفترة ما قبل الدستورية (1975-1991)
تأسست جمهورية لاو الديمقراطية الشعبية ومكتب رئيس الوزراء في 2 ديسمبر 1975 بقرار من المؤتمر الوطني لممثلي الشعب. تم استبدال جميع مؤسسات مملكة لاوس بمؤسسات متأثرة بشدة بتلك الموجودة في الدول الاشتراكية الأخرى، وخاصة فيتنام. وأمر الحزب الوطني الشيوعي المجلس الشعبي الأعلى "بدفع ومساعدة ومراقبة جميع أنشطة الحكومة، وإعداد مسودة الدستور وكذلك اقتراح القوانين التي لا غنى عنها وتعزيز قاعدة القانون الجديد لنظام الديمقراطية الشعبية. كما منح المؤتمر الوطني للثورة الشعبية حزب الشعب الثوري اللاوسي احتكارًا للسلطة في الدولة. ويقوم رئيس الوزراء والحكومة وتحالف الأحزاب السياسية (الهيئة التشريعية الجديدة) بتنفيذ قرارات الحزب. قال الأمين العام لحزب الشعب الثوري اللاوسي كايسوني فومفيهان في عام 1977، "يجب على لجان الحزب على جميع المستويات أن تقود [في تحقيق] المهمة الثورية في جميع المجالات، ولكن الأمر الأساسي هو توجيه قوة الدولة. يجب أن تجعل [الدولة] آمنة وقوية وقادرة على تطبيق خط وسياسات الحز". وفقًا للباحث تشو نوريندر، فإن النظام السياسي جعل الحكومة والهيئة التشريعية تابعة للحزب. يتناقض هذا مع المجتمعات الديمقراطية الليبرالية، حيث تتنافس عدة أحزاب على السلطة وتخضع جميعها لقوانين الدولة. 
أُطلق على الهيكل الحكومي الذي أُنشئ في 2 ديسمبر 1975 اسم مجلس الحكومة، مثل نظيره الفيتنامي. وكان المجلس مسؤولاً عن الشؤون السياسية والاقتصادية والثقافية والاجتماعية للدولة، وأمنها ودفاعها وعلاقاتها الخارجية. وكان مسؤولاً أيضًا عن زيادة الأداء الاقتصادي للدولة، وتطوير القوة الجماعية، وتأسيس نمط إنتاج اشتراكي. كان مجلس الحكومة هو السلطة العليا في الإدارة والشؤون الاقتصادية.
كانت الحكومة لديها تسلسل هرمي منذ إنشائها. كان كايسون فومفيهان، أول رئيس وزراء لجمهورية لاو الديمقراطية الشعبية، يشغل أيضًا منصب الأمين العام لحزب لاو التقدمي الاشتراكي وعضو المكتب السياسي والأمانة العامة. خدم نواب رئيس الوزراء الأربعة ( نوهاك فومسفانه، وفومي فونجفيشيت، وخامتاي سيفاندون، وفون سيبراسيوث ) في نفس الوقت في المكتب السياسي لحزب الليبراليين التقدميين، وهو أعلى هيئة لصنع القرار بين اجتماعات اللجنة المركزية.  وكان في أسفلهم أعضاء اللجنة المركزية لحزب العمال الثوري الليتواني وأعضاء آخرون في الحزب. كانت رئاسة مجلس الحكومة، أعلى هيئة حكومية، تتألف من رئيس الوزراء ونائبيه وسالي فونغخامساو وسيسافاث كيوبونفانه وتشانمي دوانجبودي ومايتشانتاني سينجماني وتونجسافات خايخامفيتون. كان أعضاء الرئاسة يسيطرون على السلطات التشريعية والتنفيذية والقضائية للدولة. كان نواب رئيس الوزراء في الحكومة الأولى يتحملون مسؤوليات واسعة النطاق؛ فقد كانوا يقودون وزاراتهم الخاصة ويشرفون على الوزارات الأخرى نيابة عن رئيس الوزراء. مع رئيس الوزراء، قدمت الحكومة الأولى ورئيس الوزراء تقارير عن أنشطتهم إلى جمعية المحامين السودانيين (المكونة بشكل أساسي من أعضاء حزب الإصلاح الليبي)، والتي نادرًا ما حملت الحكومة المسؤولية.
قد أقر المجلس قانون مجلس الحكومة  الذي نص على أن مجلس الحكومة يتمتع "بالسلطة الكاملة في تسوية جميع مسائل إدارة الدولة التي لا تندرج ضمن واجبات وحقوق مجلس الشعب الأعلى واللجنة الدائمة للجمعية الشعبية العليا "، وذلك في نوفمبر 1982. وقد غيّر القانون لقب رئيس الوزراء إلى رئيس مجلس الحكومة، ونائب رئيس الوزراء إلى نواب رئيس مجلس الحكومة. كان الهدف من ذلك هو تعزيز روح الزمالة في الهيئة من خلال التأكيد على القيادة الجماعية، وهو مبدأ قيادي شيوعي يسعى إلى تقليل اتخاذ القرارات التعسفية؛ "يمكن دعوة ممثلي النقابات العمالية والشباب والنساء" إلى اجتماعات مجلس الحكومة "للتشاور بشأن المشاكل التي تخص جماهير جميع الطبقات التي تكون كل منظمة مسؤولة عنها". ويجوز للوزراء أيضًا حضور اجتماعات المجلس.
نظم مجلس الحكومة اجتماعات ربع سنوية لجميع الوزراء؛ بين دورات مجلس الحكومة، اجتمعت اللجنة الدائمة لمجلس الحكومة أسبوعيًا. وكان يتألف من رئيس المجلس، ونائبه الأول، ونواب الرئيس، والوزراء، ورئيس مكتب مجلس الحكومة. قام النائب الأول للرئيس بمهام الرئيس في حالة غيابه. كما كان نواب الرئيس، كما في السابق، يشرفون على أنشطة الوزارات واللجان الحكومية وينسقونها. كان لزاماً على رئيس مجلس الحكومة (أو لجنته الدائمة) أن يوقع على المراسيم والقرارات والقضايا الهامة حتى تصبح نافذة؛ أما القرارات والقرارات والتعليمات الصادرة بشأن مسائل أقل أهمية فيمكن أن يوقع عليها رئيس مجلس الحكومة أو نائبه الأول. وقد خصص القانون قسماً من أجزائه لمكتب مجلس الحكومة ، الذي كان مسؤولاً عن إعداد أعمال المجلس وتنظيم اجتماعاته وتنفيذ قراراته. كان رئيس مكتب مجلس الحكومة يقدم تقاريره إلى رئيس المجلس والنائب الأول للرئيس، ويعمل نيابة عن المجلس مع جمعية المحامين السودانيين والمنظمات الأخرى.
أثر غياب الدستور على مؤسسات لاوس. تم انتخاب سوفانوفونج ، رئيس اللجنة الدائمة لجمعية الشعب السوداني، رئيسًا للجنة صياغة الدستور في جمعية الشعب السوداني. ومع ذلك، بين عامي 1975 و1984، لم يتم نشر أي من أعماله. وفي عام 1984، أعلن تجمع المهنيين السودانيين عن إنشاء لجنتين فرعيتين للجنة صياغة الدستور. أدى الافتقار إلى هيكل مؤسسي إلى تجاوز الحزب لهياكل الدولة في عملية صنع القرار؛ على سبيل المثال، تجاوزت أمانة حزب الشعب الليبرالي تحالف الأحزاب السياسية.  وقد قامت بتعديل الحكومة الأولى في يناير 1982، في انتهاك للقانون. لم يتم تقديم أي تفسير لسبب استغراق كتابة الدستور وقتًا طويلاً؛  وافقت فيتنام على دستور بعد أربع سنوات من إعادة التوحيد، واستغرقت جمهورية كمبوديا الشعبية عامين. دعت لاوس، تحت تأثير الإصلاحات التي شهدتها فيتنام وبقية دول العالم الاشتراكي في منتصف ثمانينيات القرن العشرين، إلى إجراء انتخابات الجمعية التأسيسية الاشتراكية في عام 1988. وفي الجلسة العامة الأولى للجمعية، أفاد زعماء الحزب بأن مشروع الدستور أصبح على وشك الانتهاء.  في 14 أغسطس 1991، اعتمد البرلمان اللاوسي الدستور الأول لجمهورية لاو الديمقراطية الشعبية.

#### النظام الدستوري (1991-حتى الآن)
قد أدى الدستور الجديد إلى تغيير منصب رئيس مجلس الحكومة إلى رئيس وزراء مرة أخرى. وأكد دور حزب الإصلاح الليبي، ووصفه بأنه "النواة القيادية" للدولة. تم تعزيز السلطة التنفيذية للحكومة.  تم تقليص سلطة رئيس الوزراء، وزادت سلطة الرئيس؛ كان رئيس الوزراء قد عين حكام المقاطعات، لكن الرئيس فعل ذلك بموجب الدستور الجديد.  وأصبح للرئيس الآن الحق في تعيين وإقالة رئيس الوزراء والوزراء وفقًا لقرار الجمعية الوطنية. وفقًا للباحث ستيفن ت. جونسون، كانت الرئاسة الجديدة مماثلة لرئيس فرنسا خلال الجمهورية الخامسة .  وكان رئيس الوزراء مسؤولاً عن توجيه عمل الوزارات الحكومية واللجان والمحافظين الإقليميين ورؤساء البلديات.
تم تعديل الدستور في عامي 2013 و2015. كانت التعديلات التي أُدخلت في عام 2013 ضرورية "لعكس الواقع السياسي والاقتصادي في لاوس المعاصرة"، وفي عام 2015 تم تعديلها "للاستجابة لسياسات التجديد التي ينتهجها الحزب ورؤية التنمية في البلاد حتى عام 2030". أعطت تعديلات عام 2015 الجمعية الوطنية سلطة تعيين وإقالة رئيس الوزراء والحكومة، مما أدى إلى إزالة سلطة تعيين رئيس الوزراء من الرئيس.

## المؤهلات والاختيار
ينص الدستور في المادة 23 على أن "جميع المواطنين اللاويين الذين تبلغ أعمارهم ثمانية عشر عامًا فأكثر لهم الحق في التصويت، ومن تبلغ أعمارهم عشرين عامًا فأكثر لهم الحق في الترشح، باستثناء الأشخاص المجانين والأشخاص المصابين باضطرابات عقلية والأشخاص الذين ألغت المحكمة حقوقهم في التصويت والترشح". قانون الحكومة صامت بشأن المؤهلات اللازمة لانتخاب رئيس وزراء. وفقًا للمادة 3، "تعمل الحكومة على أساس مبدأ المركزية الديمقراطية المستندة إلى الدستور والقوانين، حيث يكون حزب الشعب الثوري اللاوسي هو المحور ويكون جبهة لاو للبناء الوطني والمنظمات الجماهيرية والمنظمات الاجتماعية هي القوة [و] تستخدم الأساليب التعليمية والاقتصادية والإدارية لإدارة الدولة وإدارة المجتمع والاقتصاد"؛ يتم اختيار رئيس الوزراء والحكومة على أساس أنهم ينفذون قرارات الحزب.
منذ إنشاء المنصب، أصبح رئيس الوزراء أحد كبار المسؤولين في الحزب. من عام 1975 إلى عام 1991، عندما كان الحزب هو أقوى منصب في الدولة، كان الأمين العام لحزب LPRP يشغل منصب رئيس الوزراء في نفس الوقت. لم يشغل أي أمين عام لحزب الشعب الليبرالي منصب رئيس الوزراء في نفس الوقت منذ عام 1998 (باستثناء فترة انتقال القيادة)، واختار بدلاً من ذلك تولي منصب الرئاسة. ومع ذلك، كان كل رئيس وزراء منذ عام 1975 عضوًا في اللجنة المركزية لحزب العمال الليبرالي ومكتبه السياسي. لا يحتاج عضو المكتب السياسي إلى رتبة ثابتة ليتم انتخابه رئيسًا للوزراء؛ حيث جاء سيسافاث كيوبونفانه في المرتبة الثامنة، وبونهانج فوراتشيت في المرتبة الرابعة، وثونغسينغ ثامافونغ في المرتبة الثالثة، وثونغلون سيسوليث في المرتبة الثانية في التسلسل الهرمي.

## الواجبات والحقوق

#### حدود المدة
يتولى رئيس الوزراء قيادة السلطة التنفيذية للحكومة. وتتكون الحكومة من رئيس مجلس الوزراء ونائب رئيس مجلس الوزراء والوزراء ورؤساء الوزارات. مدة ولاية الحكومة مماثلة لفترة ولاية الجمعية الوطنية: بحد أقصى خمس سنوات. لا يجوز لأي مسؤول حكومي أن يشغل منصبًا لأكثر من فترتين متتاليتين، ويمكن لأي فرد أن يشغل منصب رئيس الوزراء لمدة عشر سنوات. وتترك الحكومة الحالية منصبها عندما تحصل الحكومة الخلف على موافقة الجمعية الوطنية. يمكن لرئيس الوزراء أن يترك منصبه أثناء فترة ولايته عن طريق الاستقالة. ويصادق مجلس الأمة على استقالة رئيس الوزراء إذا كان غير قادر على أداء مهامه.

#### حكومة
ينص الدستور على واجبات الحكومة ومسؤولياتها. يوضح قانون الحكومة الدستور، ويوسع من حقوق الحكومة. تنص الوثيقتان على أن الحكومة مسؤولة عن تنفيذ الدستور. وتتولى الحكومة ضمان تنفيذ القوانين والقرارات التي يصدرها مجلس الأمة، والمراسيم والأوامر الرئاسية التي يقرها المجلس الدائم لمجلس الأمة. للحكومة سلطة تقديم مشاريع القوانين إلى الجمعية، واقتراح مشاريع المراسيم الرئاسية إلى اللجنة الدائمة للجمعية والرئيس، وتقديم مشاريع المراسيم الرئاسية.
للحكومة الحق في إصدار المراسيم والقرارات المتعلقة بالإدارة الاقتصادية والاجتماعية، والبنية الإدارية للدولة، وإدارة العلوم والتكنولوجيا. تنطبق الحقوق نفسها على الموارد الوطنية والبيئة والدفاع والأمن والشؤون الخارجية. يمكن للحكومة أن تضع خططًا اجتماعية واقتصادية وميزانية للدولة ، وتقدمها إلى الجمعية الوطنية لمناقشتها. للحكومة الحق في دراسة ومناقشة القرارات والتعديلات والإلغاءات التي يصدرها مجلس الأمة، وقرارات المجلس بشأن الضرائب؛ ولها أن تقدم توصياتها إلى مجلس الأمة ولجنته الدائمة، وأن تقترح على اللجنة الرسوم وتكاليف الخدمات.
وبموافقة الجمعية الوطنية، يمكن للحكومة إنشاء ودمج وفصل وتصفية الوزارات والهيئات الوزارية والمقاطعات والمدن. ويمكنها أن توصي الجمعية الوطنية بإجراء تعديلات على حدود المدن والمحافظات. يمكن للحكومة أن توصي بإنشاء أو دمج أو فصل أو إلغاء وزارة فرعية أو إدارة أو هيئة على مستوى إدارة. يجوز للحكومة بناء على اقتراح محافظ المقاطعة أو عمدة عاصمة المقاطعة إنشاء أو إلغاء الدوائر والبلديات وحدود الدوائر والبلديات بموافقة مجلس الشعب الإقليمي المختص. كما يمكنها إنشاء أو إلغاء مناطق اقتصادية خاصة ومحددة.
الحكومة مسؤولة عن تعزيز ونشر وتنفيذ الدستور، وغرس احترامه، وتنفيذ القوانين واللوائح المعتمدة. وهي مخولة بالسيطرة على المنظمات والهيئات الإدارية المحلية وقوات الدفاع والأمن ومراقبتها لحماية الدستور والقوانين والأنظمة. الحكومة مسؤولة عن حماية مواطنيها على قدم المساواة، ولها الحق في إبرام المعاهدات الدولية وتفسيرها وتنفيذها.
ومن واجب الحكومة حماية حقوق المواطنين، بما في ذلك المقيمين في الخارج. يتمتع الدستور بالسلطة في منح الجنسية وسحبها. ويمكنه منح الأجنبي صفة الشخص الفخري، ويمكنه اقتراح العفو على الرئيس.

#### الدور والسلطة
بصفته رئيسًا للحكومة، يدعو رئيس الوزراء إلى اجتماعات الحكومة ويرأسها. ويمنح قانون الحكومة رئيس الوزراء الحق في توجيه ومراقبة أنشطة الحكومة وتفويض العمل إلى الوزارات والمنظمات على مستوى الوزارات والمنظمات الأخرى الخاضعة لإشراف الحكومة والإدارة المحلية. ويتولى رئيس مجلس الوزراء توجيه ومتابعة تنفيذ القرارات والخطة الخمسية والموازنة العامة للدولة واللوائح التي يقرها المجلس الدائم للمجلس الوطني.
ولهم الحق في تغيير تشكيل الحكومة، اقتراح تعيين أو نقل أو إقالة نائب رئيس الوزراء أو الوزير أو رئيس دائرة على مستوى الوزارة إلى مجلس الأمة. بموافقة الجمعية الوطنية، يمكن لرئيس الوزراء أيضًا تعيين أو إعادة تعيين أو إزالة نائب وزير، أو نائب رئيس إدارة على مستوى الوزارة، أو رئيس أو نائب رئيس مكتب، أو مساعد وزير، أو مساعد رئيس إدارة على مستوى الوزارة، أو رئيس قسم أو رئيس منظمة على مستوى القسم. على المستوى الإقليمي والمحلي، يمكن لرئيس الوزراء أن يقترح تعيين أو إقالة محافظي المقاطعات أو نواب المحافظين أو رؤساء البلديات أو نواب رؤساء البلديات أو محافظي المناطق إلى مجلس الشعب الإقليمي ولجنته الدائمة. في القوات المسلحة ، يمكن لرئيس الوزراء ترقية أو خفض رتبة العقداء واقتراح ترقية أو خفض رتبة الجنرالات على الرئيس. يمكنهم اقتراح تعيين أو استدعاء السفراء والمفوضين اللاوسيين على الرئيس.
وبموافقة الجمعية الوطنية، يستطيع رئيس الوزراء الموافقة على المعاهدات الدولية وإلغائها والانسحاب منها. يمكن لرئيس الوزراء أن يقترح على اللجنة الدائمة للجمعية الوطنية تصحيح المعاهدات، ويمكنه تكليف وزير ورئيس منظمة على مستوى الوزارة بتنفيذ المعاهدات الدولية نيابة عن الدولة.
يمكنهم إصدار المراسيم والأوامر والقرارات بشأن تنفيذ السياسات والقوانين واللوائح وخطط الدولة، وإنشاء وتشغيل الوزارات والمنظمات على مستوى الوزارات والإدارة المحلية وغيرها من المنظمات على مستوى الحكومة.  "لرئيس الحكومة أن يمنع مؤقتاً وينهي ويلغى قرارات أية وزارة أو إدارة محلية أو هيئة تحت إشراف الحكومة إذا كانت تتعارض مع القوانين والأنظمة، باستثناء قرارات النيابة العامة والمحكمة الشعبية العليا بشأن الدعاوى القضائية. يجوز لرئيس الوزراء أن يلخص ويقدم تقريراً سنوياً عن عمل الحكومة إلى الرئيس والجمعية الوطنية.

## قائمة رؤساء الوزراء

#### رؤساء وزراء جمهورية لاو الديمقراطية الشعبية
| الرقم | الصورة | الإسم (الميلاد- الوفاة)                      | فترة المنصب    | فترة المنصب    | فترة المنصب        | إنتخابات  |
| الرقم | الصورة | الإسم (الميلاد- الوفاة)                      | بداية المنصب   | نهاية المنصب   | الوقت في المنصب    | إنتخابات  |
| ----- | ------ | -------------------------------------------- | -------------- | -------------- | ------------------ | --------- |
| 1     |        | سوفانوفونج ສຸພານຸວົງ (1909–1995)                | 2 ديسمبر 1975  | 29 أكتوبر 1986 | 10 سنوات و331 أيام | لا يوجد   |
| –     |        | فومي فونجفيتشيت ພູມີ ວົງວິຈິດ (1909–1994) Acting  | 29 أكتوبر 1986 | 15 أغسطس 1991  | 4 سنوات و290 أيام  | لا يوجد   |
| 2     |        | كايسون فومفيهان ໄກສອນ ພົມວິຫານ (1920–1992)     | 15 أغسطس 1991  | 21 نوفمبر 1992 | 1 سنة و98 أيام     | 1991      |
| 3     |        | نوهاك عقيلته ໜູຮັກ ພູມສະຫວັນ (1910–2008)         | 25 نوفمبر 1992 | 24 فبراير 1998 | 5 سنوات و91 أيام   | لا يوجد   |
| 4     |        | خامتاي سيفاندون ຄຳໄຕ ສີພັນດອນ (مواليد 1924)    | 24 فبراير 1998 | 8 يونيو 2006   | 8 سنوات و104 أيام  | 1996 2001 |
| 5     |        | تشومالي ساياسوني ຈູມມະລີ ໄຊຍະສອນ (مواليد 1936) | 8 يونيو 2006   | 20 أبريل 2016  | 9 سنوات و317 أيام  | 2006 2011 |
| 6     |        | بونغ نانغ فوراشيث ບຸນຍັງ ວໍລະຈິດ (مواليد 1937)   | 20 أبريل 2016  | 22 مارس 2021   | 4 سنوات و336 أيام  | 2016      |
| 7     |        | ثونجلون سيسوليث ທອງລຸນ ສີສຸລິດ (مواليد 1945)     | 22 مارس 2021   | الحالي         | 4 سنوات و0 أيام    | 2021      |